# 小雷根河

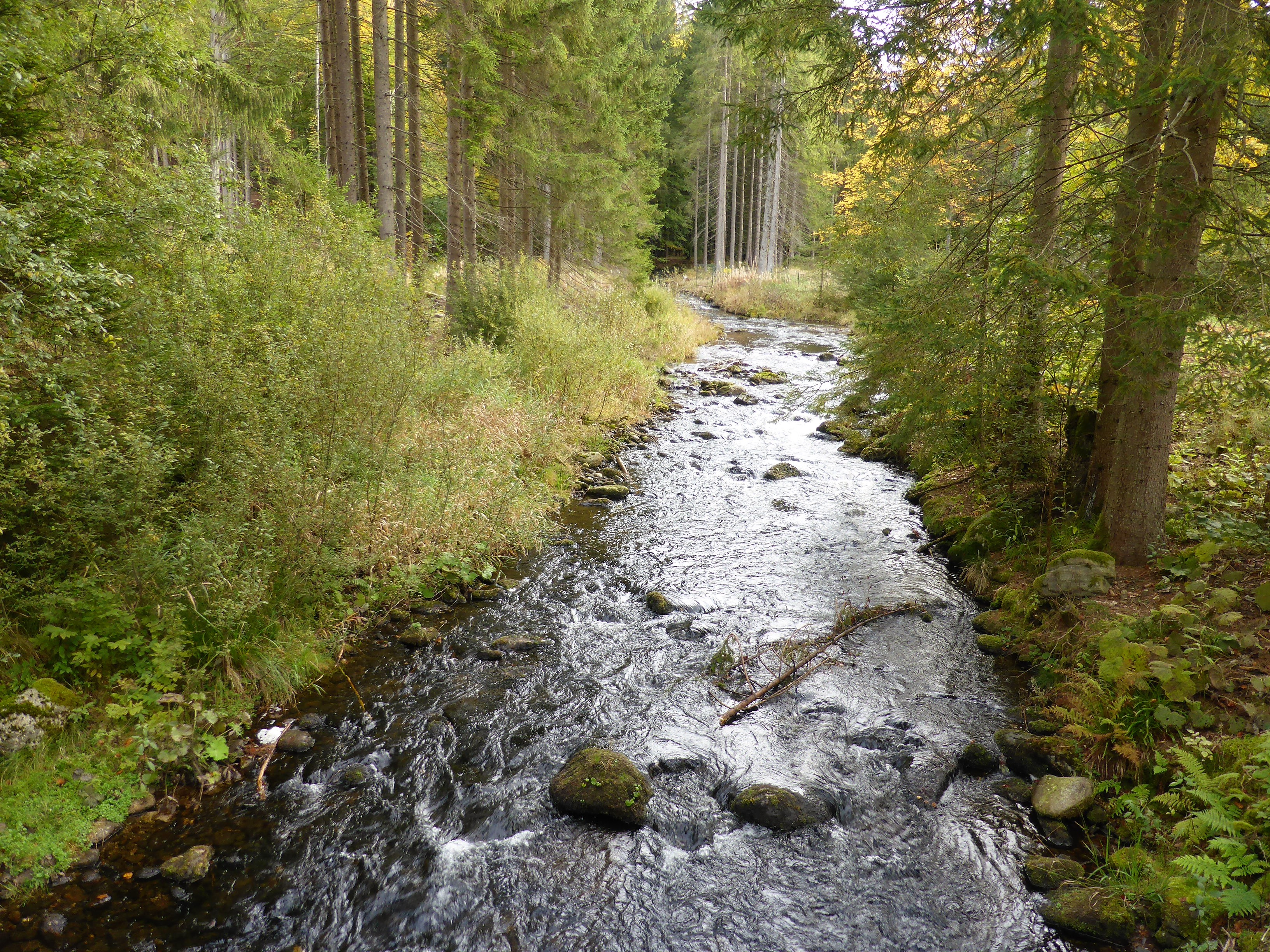
小雷根河

49°00′47″N 13°13′39″E / 49.013062°N 13.227421°E
小雷根河（德語：Kleiner Regen），是德國的河流，位於該國東南部，由巴伐利亞負責管轄，河道全長19.1公里，流域面積116.7平方公里，在茨維瑟爾與大雷根河匯流成為黑雷根河。